# 玫瑰少年 (歌曲)
〈玫瑰少年〉（英語：Womxnly）是臺灣歌手蔡依林演唱的歌曲，收錄於其第14張原創錄音室專輯《Ugly Beauty》。該歌曲由蔡依林和阿信作詞、剃刀蔣和蔡依林作曲、剃刀蔣製作。該歌曲獲得第30屆金曲獎年度歌曲獎。

## 背景
生前就讀於臺灣屏東縣立高樹國民中學的葉永鋕，因性別氣質與眾不同，時常遭到同學霸凌。2000年4月，他被發現倒臥於校內血泊中，送醫後不治，引發臺灣社會對性別平等教育的廣泛討論。
2015年11月，蔡依林邀請侯季然拍攝《不一樣又怎樣》系列紀錄片，包含葉永鋕篇，並於她的「Play世界巡迴演唱會」期間播放。
2017年7月20日，蔡依林透露邀請五月天成員阿信參與其新專輯的創作。2018年7月26日，蔡依林表示阿信已完成該歌曲的歌詞，並指出歌曲表現出色，可能作為主打。

## 創作
〈玫瑰少年〉融合南洋樂器、熱帶浩室和舞場雷鬼元素，風格細膩，文字表達具有張力。

## 主題
該歌曲以葉永鋕事件為創作靈感。蔡依林談及葉永鋕時表示，當一個人了解自己且不為他人而活時，就有能力幫助身邊的人。蔡依林長期關注LGBT權益和同性婚姻等人權議題，該歌曲試圖為不同性向和外貌的族群發聲。她表示，不應活在社會框架中，性別認同不具固定標準，陰柔和陽剛皆不應被視為唯一選項。

## 音樂影片
2019年2月15日，蔡依林發布歌曲〈玫瑰少年〉的MV，由Ryan Parma執導。MV中蔡依林和舞者分別穿著象徵「束縛」和「做自己」的西裝和便裝，透過舞蹈動作和表情，配合長鏡頭拍攝，呈現歌詞中「誰把誰的靈魂，裝進誰的身體，誰把誰的身體，變成囹圄囚禁自己」的意象。蔡依林表示，創作旋律時因節奏帶動身體自然擺動，於是決定以舞蹈形式呈現歌曲，希望展現身體語言和姿態之美。
同年12月5日，該MV在2019年臺灣YouTube熱門音樂影片排行榜中排名第六名。

## 評價
金曲獎指出，〈玫瑰少年〉在婚姻平權議題有所進展前，陪伴許多人度過困難時期，流行音樂和年度事件結合，使故事更易被理解和完整呈現。中華音樂人交流協會認為，蔡依林以個人高度回應社會疑問，運用節奏展現身體解放，歌曲可視為〈不一樣又怎樣〉的舞曲版，為同志族群帶來力量，具重要時代意義。
PlayMusic音樂網樂評人Janus Shau指出，〈玫瑰少年〉為明快帶有熱帶風情的輕舞曲，亦是專輯中最具感傷氛圍的一首。蔡依林以高度和氣度透過音樂包容多元之美，讓更多人感受靈魂多樣的型態。QQ音樂樂評人呆若木一評價，〈玫瑰少年〉為詞曲俱佳的關懷邊緣人群作品。歌曲以簡約電子搭配憂傷旋律呈現，雖因編曲較為保守而略顯乾澀，但憑藉立意和流暢度獲得肯定。歌詞講述玫瑰少年遭受霸凌並犧牲的故事，同時映射不同形式霸凌的邊緣族群。

## 獎項
2019年5月12日，〈玫瑰少年〉獲得中華音樂人交流協會2018年度十大單曲。同月15日，第30屆金曲獎公布入圍名單，該歌曲入圍年度歌曲獎。同年6月29日，該歌曲獲得第30屆金曲獎年度歌曲獎，蔡依林亦因此成為該獎項歷來獲得次數最多的歌手。同年12月4日，Kiel Tutin因該歌曲MV中的編舞獲得Mnet亞洲音樂大獎最佳編舞獎。

## 現場表演
2019年1月5日，蔡依林參加臺視舉辦的「2019超級巨星紅白藝能大賞」，演唱〈玫瑰少年〉。同年8月30日，蔡依林出席「2019愛奇藝尖叫之夜·華人歌曲音樂盛典晚會」，並演唱該歌曲。同年12月14日，她於「第13屆音樂盛典咪咕匯」演唱〈玫瑰少年〉。2023年6月5日，蔡依林登上日本YouTube音樂頻道《The First Take》，演唱該歌曲。

## 爭議
2023年9月2日，蔡依林在中國湖南省長沙市舉辦「Ugly Beauty世界巡迴演唱會」，但未演唱該巡演先前每場皆有演唱的〈玫瑰少年〉，引發歌迷討論。之後她在河南省鄭州市、安徽省合肥市及四川省成都市的場次也未演唱該曲。同期，五月天在同年9月8日於陝西省西安市舉辦的「好想好想見到你演唱會」中亦未演唱〈玫瑰少年〉，但隨後在江蘇省南京市和重慶市的場次重新演唱該歌曲，之後又在四川省成都市的場次未演唱。

## 排行榜
| 排行榜（2018年—2019年） | 最高排名 |
| ----------------------- | -------- |
| 中國大陸（告示牌）      | 7        |
| 中國大陸（騰訊）        | 15       |

## 幕後人員
- 陳怡茹—歌詞協力[29]
- 剃刀蔣—和聲編寫
- 蔡依林—和聲
- 陳文駿—錄音師
- 白金錄音室—錄音室
- Luca Pretolesi（英语：Luca Pretolesi）—混音工程師
- Andy Lin—混音助理工程師
- Studio DMI—混音工作室

## 外部連結
- YouTube上的〈玫瑰少年〉（MV幕後花絮）
- YouTube上的〈不一樣又怎樣〉紀錄片（葉永鋕篇）
- 音樂人星球上的剃刀蔣談〈玫瑰少年〉的創作思路（页面存档备份，存于）